# Skrivanek
Skřivánek, international Skrivanek geschrieben, ist ein in Tschechien gegründetes Unternehmen für Übersetzungs- und Lokalisierungsdienstleistungen. Skrivanek ist in 13 Ländern mit über 50 Niederlassungen vertreten und beschäftigt insgesamt etwa 420 interne und 4.000 externe Mitarbeiter. Der Hauptsitz des Unternehmens befindet sich in Prag.

## Unternehmensgeschichte
Bis 1989 gab es in den Ländern des Warschauer Pakts hauptsächlich staatliche Agenturen, z. B. Intertext in der DDR. Nach der Wende in Tschechien erkannte der 1968 in Vyškov geborene Pavel Skřivánek die neuen Möglichkeiten auf dem mitteleuropäischen Markt und gründete 1994 den Překladatelský servis skřivánek, s.r.o.  (Übersetzungsdienst Skrivanek). Innerhalb von wenigen Jahren wurde das Unternehmen in Tschechien zum Marktführer für Übersetzungsdienstleistungen.
In der Tschechischen Republik hat Skřivánek s.r.o. mit 19 Niederlassungen. Im Jahr 2002 legte das Unternehmen die Prüfung für das EN ISO 9001:2001-Zertifikat ab, das jährlich vom TÜV Nord erneuert wird. Das Unternehmen ist offizieller Lieferant der Europäischen Union (CCR CZE-23379). Das Unternehmen bietet Dienstleistungen der Übersetzung, des Dolmetschens und der Lokalisierung an. Das Angebot im Bereich der Bildung umfasst E-Learning und den Betrieb von Sprachschulen. Der Gründer hat sich weitestgehend aus dem Geschäft zurückgezogen.

## Firmenstruktur und Niederlassungen
Die tschechische Mutterfirma ist eine GmbH (s.r.o./ ltd.) mit Tochterunternehmen in folgenden Ländern (Für jedes Land werden nur die jeweils größten Niederlassungen genannt):
| - Deutschland – Berlin - Bulgarien – Sofia, Plovdiv - Litauen – Vilnius | - Lettland – Riga - Polen – Warschau, Danzig, Katowice, Krakau - Slowenien – Ljubljana - Slowakei – Bratislava, Košice, Banská Bystrica | - Tschechien – Prag, Brünn, Ostrau, Pilsen |